# نيتي موهان
نيتي موهان (بالإنجليزية: Neeti Mohan)‏ هي مغنية بلايباك هندية ولدت في يوم 18 نوفمبر1979 في مدينة دلهي عاصمة اله، بدأت مشوارها في سنة 2003 هي إحدى الفائزات في برنامج بوبستارس، في سنة 2012 حصلت على جائزة فيلمفير كأفضل مغنية بلايباك جديدة لأغنيتها المشهورة جيا ري في فيلم جاب تاك هاي جان.

## وصلات خارجية
- نيتي موهان على موقع IMDb (الإنجليزية)
- نيتي موهان على موقع ميوزك برينز (الإنجليزية)
- نيتي موهان على موقع أول ميوزيك (الإنجليزية)
- نيتي موهان على موقع ديسكوغز (الإنجليزية)
- نيتي موهان على موقع قاعدة بيانات الفيلم (الإنجليزية)